# Oeds Westerhof
Oeds Westerhof (Ryptsjerk, 30 mei 1965) is een Friese bestuurder, directeur en adviseur van culturele organisaties. Voor de PvdA is hij raadslid in de gemeente Heerenveen.
Westerhof groeide op in Nyegea en kwam uit een gezin met maatschappelijk betrokken ouders. Hij studeerde in 1990 af aan de Rijksuniversiteit Groningen in de Nederlandse Taal en Literatuur. Later studeerde hij Verandermanagement aan het Interuniversitair Centrum voor Organisatie- en Veranderkunde Sioo.

## Bestuurder en adviseur
Westerhof begon zijn carrière bij de PvdA in de jaren negentig van de twintigste eeuw, als hoofd ledenwerving op het partijbureau in Amsterdam. In 2003 stond hij als lijstduwer in kieskring 2 op plek 46 voor de Tweede Kamerverkiezingen. Sinds 2022 Is Westerhof lid van de Gemeenteraad van Heerenveen, daar heeft hij de portefeuille Ruimtelijke Ordening en Milieubeheer.
Als bestuurder en adviseur werkte Westerhof voor organisaties als Keunstwurk, Rijksuniversiteit Groningen, NHL, BMC, LUX Nijmegen en Nationaal Park Nieuwe Stijl. Hij leidde de 2e bidbook fase voor Leeuwarden Culturele Hoofdstad 2018 en maakte daarna deel uit van de directie gedurende het hele project. Sinds 2019 heeft Westerhof een adviesbureau op het gebied van kunst, cultuur en cultureel erfgoed.
Als interim bestuurder werkte Westerhof bij organisaties in heel Nederland. Zo werkte Westerhof eerder als directielid bij het Oerol Festival, het Noordelijk Film Festival, het Fonds voor Cultuurparticipatie, Fonds Podiumkunsten en het Kenniscentrum voor Cultuureducatie en Amateurkunst (LKCA) en het cultureel centrum Ateliers Majeur in Heerenveen. In 2023 was Westerhof interim-directeur bij debatcentrum Pakhuis de Zwijger in Amsterdam. Westerhof is voorzitter van Stichting De Moanne.
Westerhof was voorzitter van de Raad van Commissarissen van Stichting De Basis, een stichting voor openbaar basisonderwijs in de Gemeente Heerenveen. Als ambassadeur voor Meer Muziek in de Klas kwam hij op voor de positie van muziek in het basisonderwijs.
Op 27 mei 2025 maakte de Amsterdamse Hogeschool voor de Kunsten bekend dat Westerhof benoemd is tot directeur van de Academie voor Theater en Dans per 15 augustus 2025.

## Schrijver
In Friesland, mijn liefde, brengt hij een lofzang op Friesland als 'loyaal vanuit de positie van een buitenstaander'. Het autobiografische boek is niet alleen een liefdesverklaring, maar ook een politiek manifest. Westerhof schetst nieuwe toekomstbeelden, maar roept ook op tot een heroverweging van maatschappelijke waarden en een eventuele aanpassing daarvan. In het boek draagt hij een heleboel ideeën aan om mensen aan het denken te zetten en actie te ondernemen op het gebied van onderwijs, gezondheidszorg, bestuur en openbaar vervoer.